# Olympisch kwalificatietoernooi schaatsen Nederland 2014
Het Nederlands kwalificatietoernooi voor het schaatsen op de Olympische Spelen 2014, ook wel aangeduid als het KNSB Kwalificatietoernooi of KKT werd van 26 t/m 30 december 2013 in Thialf verreden.
Behalve voor de Olympische Spelen werden ook de selecties voor de Europese kampioenschappen schaatsen 2014, de wereldkampioenschappen schaatsen sprint 2014 en de wereldbekerwedstrijd in Inzell (mede) op basis van dit kwalificatietoernooi bepaald. Tijdens het toernooi vond ook het Nederlands kampioenschap schaatsen massastart 2014 (een niet-olympisch onderdeel) plaats, maar het massastart-kampioenschap bij de vrouwen werd afgelast in verband met het plotselinge overlijden van marathonschaatser Sjoerd Huisman.

## Prestatiematrix
Volgens de toelatingsregels van het Internationaal Olympisch Comité mogen er maximaal tien mannen en tien vrouwen worden afgevaardigd naar de Spelen. Bij de wereldbekerwedstrijden voorafgaand aan het OKT werd op alle afstanden het maximum aantal startplekken verdiend, ook plaatsten beide achtervolgingsteams zich.
Er was van tevoren een 'prestatiematrix' opgesteld om de selectievolgorde te bepalen indien er meer dan tien schaatsers zich bij de olympische selectie leken te voegen, deze lijst bepaalde welke plaatsen (en daarmee welke schaatsers) prioriteit hadden. In tegenstelling tot het toernooi van 2010 werd er niet gewerkt met nominaties en kwalificaties en was op het KKT iedereen gelijk. Wel waren er zowel bij de vrouwen als de mannen voor de ploegenachtervolging twee aanwijsplaatsen beschikbaar en was er ook nog één zogenaamde 'calamiteitenplaats'. Twee weken voorafgaand aan het toernooi werd bekendgemaakt dat Marrit Leenstra, Linda de Vries, Ireen Wüst, Jan Blokhuijsen, Sven Kramer en Koen Verweij eventueel in aanmerking zouden komen voor een aanwijsplek op de ploegenachtervolging.
| Startplekken per afstand | Startplekken per afstand | Startplekken per afstand | Startplekken per afstand | Startplekken per afstand | Startplekken per afstand |
|                          | 500m                     | 1000m                    | 1500m                    | 3/5 km                   | 5/10 km                  |
| ------------------------ | ------------------------ | ------------------------ | ------------------------ | ------------------------ | ------------------------ |
| Mannen                   | 4                        | 4                        | 4                        | 3                        | 3                        |
| Vrouwen                  | 4                        | 4                        | 4                        | 3                        | 3                        |

## Tijdschema
| Programma             |           |                                                                       |
| Datum                 | Aanvang   | Onderdeel                                                             |
| donderdag 26 december | 15:30 uur | 5000 meter mannen 1000 meter vrouwen                                  |
| vrijdag 27 december   | 17:18 uur | 500 meter mannen 1e run 3000 meter vrouwen 500 meter mannen 2e run    |
| zaterdag 28 december  | 14:18 uur | 500 meter vrouwen 1e run 10.000 meter mannen 500 meter vrouwen 2e run |
| zondag 29 december    | 16:18 uur | 1500 meter vrouwen 1000 meter mannen NK massastart mannen             |
| maandag 30 december   | 17:33 uur | 5000 meter vrouwen 1500 meter mannen NK massastart vrouwen            |

## Mannen
Bij de mannen waren achttien startplekken voor maximaal tien schaatsers voor het schaatsen op de Olympische Winterspelen 2014 te verdienen. Verder waren er vier startplekken voor de Europese kampioenschappen schaatsen 2014 die verdeeld werden aan de hand van een klassement over de 1500 en 5000 meter en drie startplekken voor de wereldkampioenschappen schaatsen sprint 2014 die verdeeld werden aan de hand van een klassement over de 500 meter (beste tijd) en de 1000 meter. Ook werden nog plaatsen voor de wereldbekerwedstrijd in Inzell (en eventueel daaropvolgend de wereldbekerfinale in Heerenveen) verdeeld.

### 5000 meter
Op deze afstand waren drie startplekken voor Nederland op de Olympische Spelen. Ook waren er nog twee startplekken voor de wereldbeker te verdienen, Sven Kramer, Jorrit Bergsma en Bob de Jong waren daar reeds voor geplaatst.
Jan Blokhuijsen troefde De Jong af voor een olympisch startbewijs en plaatste zich samen met Kramer en Bergsma voor de Spelen.
| #  | Schaatser            | Ploeg                  | Tijd    |
| -- | -------------------- | ---------------------- | ------- |
| 1  | Sven Kramer          | TVM                    | 6.10,97 |
| 2  | Jorrit Bergsma       | BAM                    | 6.12,66 |
| 3  | Jan Blokhuijsen      | Team Corendon          | 6.14,67 |
| 4  | Bob de Jong          | BAM                    | 6.14,98 |
| 5  | Koen Verweij         | TVM                    | 6.18,56 |
| 6  | Douwe de Vries       | TVM                    | 6.19,07 |
| 7  | Rob Hadders          | A-ware/Fonterra        | 6.21,95 |
| 8  | Frank Vreugdenhil    | Primagaz-Telstar Sport | 6.22,42 |
| 9  | Bob de Vries         | BAM                    | 6.23,59 |
| 10 | Renz Rotteveel       | Team Corendon          | 6.23,94 |
| 11 | Christijn Groeneveld | TVM                    | 6.24,00 |
| 12 | Ted-Jan Bloemen      | Project 2018           | 6.25,61 |
| 13 | Arjen van der Kieft  | individueel rijder     | 6.27,90 |
| 14 | Simon Schouten       | Primagaz-Telstar Sport | 6.31,05 |
| 15 | Arjan Stroetinga     | BAM                    | 6.32,08 |
| 16 | Robert Bovenhuis     | Team Corendon          | 6.33,36 |

| #  | Afstand | Nr. | Schaatser       |
| -- | ------- | --- | --------------- |
| 1  | 10.000  | 1e  |                 |
| 2  | 5000    | 1e  | Sven Kramer     |
| 3  | 10.000  | 2e  |                 |
| 4  | 5000    | 2e  | Jorrit Bergsma  |
| 5  | 500     | 1e  |                 |
| 6  | 1500    | 1e  |                 |
| 7  | 1000    | 1e  |                 |
| 8  | 10.000  | 3e  |                 |
| 9  | 1000    | 2e  |                 |
| 10 | 500     | 2e  |                 |
| 11 | 5000    | 3e  | Jan Blokhuijsen |
| 12 | 500     | 3e  |                 |
| 13 | 1000    | 3e  |                 |
| 14 | 1500    | 2e  |                 |
| 15 | 500     | 4e  |                 |
| 16 | 1000    | 4e  |                 |
| 17 | 1500    | 3e  |                 |
| 18 | 1500    | 4e  |                 |

### 500 meter
Op deze afstand waren vier startplekken voor Nederland op de Olympische Spelen. Ook waren er nog twee startplekken voor de wereldbeker te verdienen, Michel Mulder, Ronald Mulder en Jesper Hospes waren daar reeds voor geplaatst.
Ronald Mulder won de eerste omloop in een baanrecord, maar Michel Mulder reed in zijn tweede omloop een nieuw baanrecord en een evenaring van het laaglandwereldrecord. Jan Smeekens werd derde en Jesper Hospes vierde, zij waren afhankelijk van het verloop van de rest van het toernooi. Smeekens' derde plaats was genoeg, maar Hospes' vierde plaats niet, zijn plek werd opgevuld door Stefan Groothuis.
| #  | Schaatser         | Ploeg                   | Rit 1    | Rit 2    | Totaal   |
| -- | ----------------- | ----------------------- | -------- | -------- | -------- |
| 1  | Michel Mulder     | Team Beslist.nl         | 34,75    | 34,31 BR | 69,06 NR |
| 2  | Ronald Mulder     | Team BrandLoyalty       | 34,59 BR | 34,66    | 69,25    |
| 3  | Jan Smeekens      | Team BrandLoyalty       | 34,73    | 34,80    | 69,53    |
| 4  | Jesper Hospes     | Team Beslist.nl         | 35,05    | 35,04    | 70,09    |
| 5  | Kjeld Nuis        | Team BrandLoyalty       | 35,19    | 35,10    | 70,29    |
| 6  | Hein Otterspeer   | Team Beslist.nl         | 35,32    | 35,06    | 70,38    |
| 7  | Sjoerd de Vries   | Team Beslist.nl         | 35,29    | 35,13    | 70,42    |
| 8  | Stefan Groothuis  | Team BrandLoyalty       | 35,21    | 35,30    | 70,51    |
| 9  | Gerben Jorritsma  | Team BrandLoyalty       | 35,45    | 35,18    | 70,63    |
| 10 | Lennart Velema    | iSkate Development Team | 35,38    | 35,51    | 70,89    |
| 11 | Jacques de Koning | Team Beslist.nl         | 35,45    | 35,50    | 70,95    |
| 12 | Thomas Krol       | Team Beslist.nl         | 35,40    | 35,63    | 71,03    |
| 13 | Kai Verbij        | Jong Oranje             | 35,56    | 35,58    | 71,14    |
| 14 | Mark Tuitert      | Team Beslist.nl         | 35,52    | 35,72    | 71,24    |
| 15 | Aron Romeijn      | iSkate Development Team | 35,56    | 35,71    | 71,27    |
| 16 | Pim Schipper      | Team BrandLoyalty       | 35,58    | 35,78    | 71,36    |
| 17 | Dai Dai Ntab      | iSkate Development Team | 36,11    | 36,53    | 72,64    |
| 18 | Arvin Wijsman     | Jong Oranje             | 36,50    | 36,67    | 73,17    |
| 19 | Joost Born        | iSkate Development Team | 36,84    | 36,33    | 73,17    |
| 20 | Lieuwe Mulder     | iSkate Development Team | 36,62    | 36,62    | 73,24    |

| #  | Afstand | Nr. | Schaatser       |
| -- | ------- | --- | --------------- |
| 1  | 10.000  | 1e  |                 |
| 2  | 5000    | 1e  | Sven Kramer     |
| 3  | 10.000  | 2e  |                 |
| 4  | 5000    | 2e  | Jorrit Bergsma  |
| 5  | 500     | 1e  | Michel Mulder   |
| 6  | 1500    | 1e  |                 |
| 7  | 1000    | 1e  |                 |
| 8  | 10.000  | 3e  |                 |
| 9  | 1000    | 2e  |                 |
| 10 | 500     | 2e  | Ronald Mulder   |
| 11 | 5000    | 3e  | Jan Blokhuijsen |
| 12 | 500     | 3e  | Jan Smeekens    |
| 13 | 1000    | 3e  |                 |
| 14 | 1500    | 2e  |                 |
| 15 | 500     | 4e  | Jesper Hospes   |
| 16 | 1000    | 4e  |                 |
| 17 | 1500    | 3e  |                 |
| 18 | 1500    | 4e  |                 |

### 10.000 meter
Op deze afstand waren drie startplekken voor Nederland op de Olympische Spelen. Er volgden geen wereldbekerwedstrijden meer op de 10.000 meter mannen. Het favoriete trio (Kramer, Bergsma, De Jong) reed de – op het moment – 2e, 4e en 7e snelste tijden ooit en plaatsten zich voor de Spelen.
| #  | Schaatser            | Ploeg                  | Tijd        |
| -- | -------------------- | ---------------------- | ----------- |
| 1  | Sven Kramer          | TVM                    | 12.45,09 BR |
| 2  | Jorrit Bergsma       | BAM                    | 12.47,42    |
| 3  | Bob de Jong          | BAM                    | 12.50,18    |
| 4  | Jan Blokhuijsen      | Team Corendon          | 12.57,58    |
| 5  | Douwe de Vries       | TVM                    | 13.04,02    |
| 6  | Bob de Vries         | BAM                    | 13.06,66    |
| 7  | Ted-Jan Bloemen      | Project 2018           | 13.08,57    |
| 8  | Arjen van der Kieft  | individueel rijder     | 13.13,97    |
| 9  | Rob Hadders          | A-ware/Fonterra        | 13.14,63    |
| 10 | Christijn Groeneveld | TVM                    | 13.18,94    |
| 11 | Frank Vreugdenhil    | Primagaz-Telstar Sport | 13.28,75    |
| 12 | Robert Bovenhuis     | Team Corendon          | 13.36,27    |

| #  | Afstand | Nr. | Schaatser       |
| -- | ------- | --- | --------------- |
| 1  | 10.000  | 1e  | Sven Kramer     |
| 2  | 5000    | 1e  | Sven Kramer     |
| 3  | 10.000  | 2e  | Jorrit Bergsma  |
| 4  | 5000    | 2e  | Jorrit Bergsma  |
| 5  | 500     | 1e  | Michel Mulder   |
| 6  | 1500    | 1e  |                 |
| 7  | 1000    | 1e  |                 |
| 8  | 10.000  | 3e  | Bob de Jong     |
| 9  | 1000    | 2e  |                 |
| 10 | 500     | 2e  | Ronald Mulder   |
| 11 | 5000    | 3e  | Jan Blokhuijsen |
| 12 | 500     | 3e  | Jan Smeekens    |
| 13 | 1000    | 3e  |                 |
| 14 | 1500    | 2e  |                 |
| 15 | 500     | 4e  | Jesper Hospes   |
| 16 | 1000    | 4e  |                 |
| 17 | 1500    | 3e  |                 |
| 18 | 1500    | 4e  |                 |

### 1000 meter
Op deze afstand waren vier startplekken voor Nederland op de Olympische Spelen. Ook waren er nog twee startplekken voor de wereldbeker te verdienen, Michel Mulder, Kjeld Nuis en Koen Verweij waren daar reeds voor geplaatst.
Stefan Groothuis won de 1000 meter en plaatste zich direct voor de Spelen, Michel Mulder was ook zeker, maar nummer drie Mark Tuitert moest, met het oog op de eventuele aanwijsplek voor Koen Verweij, nog afwachten. Na afloop van het toernooi bleek dat Tuitert ook naar Sotsji mocht, maar Thomas Krol (de nummer vier) redde het niet en werd vervangen door Koen Verweij.
| #  | Schaatser          | Ploeg                   | Tijd    |
| -- | ------------------ | ----------------------- | ------- |
| 1  | Stefan Groothuis   | Team BrandLoyalty       | 1.08,51 |
| 2  | Michel Mulder      | Team Beslist.nl         | 1.08,78 |
| 3  | Mark Tuitert       | Team Beslist.nl         | 1.09,17 |
| 4  | Thomas Krol        | Team Beslist.nl         | 1.09,23 |
| 5  | Lennart Velema     | iSkate Development Team | 1.09,27 |
| 6  | Kjeld Nuis         | Team BrandLoyalty       | 1.09,45 |
| 7  | Kai Verbij         | Jong Oranje             | 1.09,52 |
| 8  | Koen Verweij       | TVM                     | 1.09,69 |
| 9  | Pim Schipper       | Team BrandLoyalty       | 1.09,80 |
| 10 | Ronald Mulder      | Team BrandLoyalty       | 1.09,84 |
| 11 | Sjoerd de Vries    | Team Beslist.nl         | 1.10,03 |
| 12 | Hein Otterspeer    | Team Beslist.nl         | 1.10,17 |
| 13 | Aron Romeijn       | iSkate Development Team | 1.10,37 |
| 14 | Lucas van Alphen   | Project 2018            | 1.10,37 |
| 15 | Gerben Jorritsma   | Team BrandLoyalty       | 1.10,41 |
| 16 | Maurice Vriend     | Team Corendon           | 1.10,62 |
| 17 | Wouter olde Heuvel | TVM                     | 1.10,77 |
| 18 | Arvin Wijsman      | Jong Oranje             | 1.10,80 |
| 19 | Jesper Hospes      | Team Beslist.nl         | 1.11,01 |
| 20 | Lieuwe Mulder      | iSkate Development Team | 1.12,56 |

| #  | Afstand | Nr. | Schaatser        |
| -- | ------- | --- | ---------------- |
| 1  | 10.000  | 1e  | Sven Kramer      |
| 2  | 5000    | 1e  | Sven Kramer      |
| 3  | 10.000  | 2e  | Jorrit Bergsma   |
| 4  | 5000    | 2e  | Jorrit Bergsma   |
| 5  | 500     | 1e  | Michel Mulder    |
| 6  | 1500    | 1e  |                  |
| 7  | 1000    | 1e  | Stefan Groothuis |
| 8  | 10.000  | 3e  | Bob de Jong      |
| 9  | 1000    | 2e  | Michel Mulder    |
| 10 | 500     | 2e  | Ronald Mulder    |
| 11 | 5000    | 3e  | Jan Blokhuijsen  |
| 12 | 500     | 3e  | Jan Smeekens     |
| 13 | 1000    | 3e  | Mark Tuitert     |
| 14 | 1500    | 2e  |                  |
| 15 | 500     | 4e  | Jesper Hospes    |
| 16 | 1000    | 4e  | Thomas Krol      |
| 17 | 1500    | 3e  |                  |
| 18 | 1500    | 4e  |                  |

### 1500 meter
Op deze afstand waren vier startplekken voor Nederland op de Olympische Spelen. Ook waren er nog twee startplekken voor de wereldbeker te verdienen, Koen Verweij, Rhian Ket en Kjeld Nuis zijn daar reeds voor geplaatst.
Mark Tuitert won deze afstand en verzekerde zich daarmee van de OS op zowel de 1500 als de 1000. Koen Verweij werd tweede op de 1500 en tiende in de matrix en hoefde geen gebruik te maken van een eventuele aanwijsplek. Stefan Groothuis (derde, reeds geplaatst op de 1000) en Sven Kramer (zesde, reeds geplaatst op de 5000 en 10.000) plaatsten zich ook voor Sotsji.
| #  | Schaatser          | Ploeg             | Tijd    |
| -- | ------------------ | ----------------- | ------- |
| 1  | Mark Tuitert       | Team Beslist.nl   | 1.45,75 |
| 2  | Koen Verweij       | TVM               | 1.46,28 |
| 3  | Stefan Groothuis   | Team BrandLoyalty | 1.46,42 |
| 4  | Kjeld Nuis         | Team BrandLoyalty | 1.46,44 |
| 5  | Douwe de Vries     | TVM               | 1.46,62 |
| 6  | Sven Kramer        | TVM               | 1.46,65 |
| 7  | Maurice Vriend     | Team Corendon     | 1.47,38 |
| 8  | Kai Verbij         | Jong Oranje       | 1.47,39 |
| 9  | Thomas Krol        | Team Beslist.nl   | 1.47,57 |
| 10 | Pim Schipper       | Team BrandLoyalty | 1.47,85 |
| 11 | Jan Blokhuijsen    | Team Corendon     | 1.47,98 |
| 12 | Renz Rotteveel     | Team Corendon     | 1:48.01 |
| 13 | Rhian Ket          | Project 2018      | 1.48,06 |
| 14 | Wouter olde Heuvel | TVM               | 1.48,29 |
| 15 | Jos de Vos         | Project 2018      | 1.48,80 |
| 16 | Gerben Jorritsma   | Team BrandLoyalty | 1.48,92 |
| 17 | Ted-Jan Bloemen    | Project 2018      | 1.48,96 |
| 18 | Patrick Roest      | Jong Oranje       | 1.48,98 |
| 19 | Tim Roelofsen      | Team Corendon     | 1:50.52 |
| 20 | Arvin Wijsman      | Jong Oranje       | 1.51,49 |

| #  | Afstand | Nr. | Schaatser        |
| -- | ------- | --- | ---------------- |
| 1  | 10.000  | 1e  | Sven Kramer      |
| 2  | 5000    | 1e  | Sven Kramer      |
| 3  | 10.000  | 2e  | Jorrit Bergsma   |
| 4  | 5000    | 2e  | Jorrit Bergsma   |
| 5  | 500     | 1e  | Michel Mulder    |
| 6  | 1500    | 1e  | Mark Tuitert     |
| 7  | 1000    | 1e  | Stefan Groothuis |
| 8  | 10.000  | 3e  | Bob de Jong      |
| 9  | 1000    | 2e  | Michel Mulder    |
| 10 | 500     | 2e  | Ronald Mulder    |
| 11 | 5000    | 3e  | Jan Blokhuijsen  |
| 12 | 500     | 3e  | Jan Smeekens     |
| 13 | 1000    | 3e  | Mark Tuitert     |
| 14 | 1500    | 2e  | Koen Verweij     |
| 15 | 500     | 4e  | Jesper Hospes    |
| 16 | 1000    | 4e  | Thomas Krol      |
| 17 | 1500    | 3e  | Stefan Groothuis |
| 18 | 1500    | 4e  | Kjeld Nuis       |

## Vrouwen
Bij de vrouwen waren achttien startplekken voor maximaal tien schaatssters voor het schaatsen op de Olympische Winterspelen 2014 te verdienen. Verder waren er vier startplekken voor de Europese kampioenschappen schaatsen 2014 die verdeeld werden aan de hand van een klassement over de 1500 en 3000 meter, en vier startplekken voor de wereldkampioenschappen schaatsen sprint 2014 die verdeeld werden aan de hand van een klassement over de 500 meter (beste tijd) en de 1000 meter. Ook werden nog plaatsen voor de wereldbekerwedstrijd in Inzell (en eventueel daaropvolgend de wereldbekerfinale in Heerenveen) verdeeld.

### 1000 meter
Op deze afstand waren vier startplekken voor Nederland op de Olympische Spelen. Ook waren er nog twee startplekken voor de wereldbeker te verdienen, Lotte van Beek, Margot Boer en Ireen Wüst waren daar reeds voor geplaatst.
Lotte van Beek won de afstand voor Marrit Leenstra en deze vrouwen plaatsten zich voor de Spelen. Ireen Wüst en Margot Boer waren als nummers drie en vier afhankelijk van het verloop van het verdere toernooi, maar plaatsten zich beide alsnog voor de 1000 meter.
| #  | Schaatsster          | Ploeg                   | Tijd    |
| -- | -------------------- | ----------------------- | ------- |
| 1  | Lotte van Beek       | Team Corendon           | 1.15,18 |
| 2  | Marrit Leenstra      | Team Corendon           | 1.15,26 |
| 3  | Ireen Wüst           | TVM                     | 1.15,47 |
| 4  | Margot Boer          | Team Liga               | 1.15,52 |
| 5  | Jorien ter Mors      | NTS (shorttrack)        | 1.16,30 |
| 6  | Laurine van Riessen  | Danone Activia          | 1.16,42 |
| 7  | Thijsje Oenema       | Team Liga               | 1.16,43 |
| 8  | Manon Kamminga       | individueel rijder      | 1.16,57 |
| 9  | Antoinette de Jong   | Jong Oranje             | 1.16,69 |
| 10 | Diane Valkenburg     | Danone Activia          | 1.16,82 |
| 11 | Anice Das            | individueel rijder      | 1.16,84 |
| 12 | Annette Gerritsen    | Danone Activia          | 1.16,99 |
| 13 | Sanneke de Neeling   | Jong Oranje             | 1.17,02 |
| 14 | Natasja Bruintjes    | individueel rijder      | 1.17,10 |
| 15 | Janine Smit          | Team Liga               | 1.17,48 |
| 16 | Letitia de Jong      | iSkate Development Team | 1.17,55 |
| 17 | Bo van der Werff     | iSkate Development Team | 1.17,70 |
| 18 | Roxanne van Hemert   | Team Activia            | 1.17,81 |
| 19 | Mayon Kuipers        | Team Liga               | 1.18,48 |
| 20 | Floor van den Brandt | iSkate Development Team | 1.18,70 |

| #  | Afstand | Nr. | Schaatsster     |
| -- | ------- | --- | --------------- |
| 1  | 1500    | 1e  |                 |
| 2  | 1500    | 2e  |                 |
| 3  | 3000    | 1e  |                 |
| 4  | 1000    | 1e  | Lotte van Beek  |
| 5  | 3000    | 2e  |                 |
| 6  | 1500    | 3e  |                 |
| 7  | 5000    | 1e  |                 |
| 8  | 1000    | 2e  | Marrit Leenstra |
| 9  | 3000    | 3e  |                 |
| 10 | 500     | 1e  |                 |
| 11 | 5000    | 2e  |                 |
| 12 | 5000    | 3e  |                 |
| 13 | 1500    | 4e  |                 |
| 14 | 1000    | 3e  | Ireen Wüst      |
| 15 | 500     | 2e  |                 |
| 16 | 1000    | 4e  | Margot Boer     |
| 17 | 500     | 3e  |                 |
| 18 | 500     | 4e  |                 |

### 3000 meter
Op deze afstand waren drie startplekken voor Nederland op de Olympische Spelen. Ook waren er nog twee startplekken voor de wereldbeker te verdienen, Antoinette de Jong, Jorien Voorhuis en Ireen Wüst waren daar reeds voor geplaatst.
Ireen Wüst won de afstand met meer dan vier seconden verschil voor Antoinette de Jong. Annouk van der Weijden pakte het derde olympische ticket omdat ze 0,03 seconde sneller was dan Yvonne Nauta, maar omdat Nauta tijdens haar race duidelijk gehinderd werd door een onreglementaire wissel van Linda de Vries, kwam er protest van de coaches van Team Liga. Het protest werd door de KNSB afgewezen, omdat Nauta geen absolute wereldtopper zou zijn, waarna Team Liga aangaf juridische stappen te overwegen.
| #  | Schaatsster            | Ploeg                | Tijd    |
| -- | ---------------------- | -------------------- | ------- |
| 1  | Ireen Wüst             | TVM                  | 3.59,45 |
| 2  | Antoinette de Jong     | Jong Oranje          | 4.03,56 |
| 3  | Annouk van der Weijden | Project 2018         | 4.03,70 |
| 4  | Yvonne Nauta           | Team Liga            | 4.03,73 |
| 5  | Marije Joling          | Team Corendon        | 4.04,25 |
| 6  | Diane Valkenburg       | Danone Activia       | 4.04,97 |
| 7  | Jorien ter Mors        | NTS (shorttrack)     | 4.05,27 |
| 8  | Jorien Voorhuis        | Team Liga            | 4.06,36 |
| 9  | Carlijn Achtereekte    | Project 2018         | 4.07,07 |
| 10 | Lisa van der Geest     | Team BOHH.nl         | 4.07,43 |
| 11 | Carien Kleibeuker      | MKBasics.nl          | 4.08,00 |
| 12 | Pien Keulstra          | Team Activia         | 4.09,55 |
| 13 | Janneke Ensing         | BAM                  | 4.09,91 |
| 14 | Elma de Vries          | individueel rijder   | 4.11,03 |
| 15 | Imke Vormeer           | Palet Schilderwerken | 4.11,78 |
| DQ | Linda de Vries         | TVM                  | 4.07,03 |

| #  | Afstand | Nr. | Schaatsster            |
| -- | ------- | --- | ---------------------- |
| 1  | 1500    | 1e  |                        |
| 2  | 1500    | 2e  |                        |
| 3  | 3000    | 1e  | Ireen Wüst             |
| 4  | 1000    | 1e  | Lotte van Beek         |
| 5  | 3000    | 2e  | Antoinette de Jong     |
| 6  | 1500    | 3e  |                        |
| 7  | 5000    | 1e  |                        |
| 8  | 1000    | 2e  | Marrit Leenstra        |
| 9  | 3000    | 3e  | Annouk van der Weijden |
| 10 | 500     | 1e  |                        |
| 11 | 5000    | 2e  |                        |
| 12 | 5000    | 3e  |                        |
| 13 | 1500    | 4e  |                        |
| 14 | 1000    | 3e  | Ireen Wüst             |
| 15 | 500     | 2e  |                        |
| 16 | 1000    | 4e  | Margot Boer            |
| 17 | 500     | 3e  |                        |
| 18 | 500     | 4e  |                        |

### 500 meter
Op deze afstand waren vier startplekken voor Nederland op de Olympische Spelen. Ook waren er nog één tot drie startplekken voor de wereldbeker te verdienen, Margot Boer en Thijsje Oenema waren daar reeds voor geplaatst en Laurine van Riessen en Anice Das stonden gedeeld derde in de geschoonde wereldbekerstand.
Margot Boer maakte indruk met twee 37'ers en plaatste zich voor Sotsji, waardoor ze ook de 1000 mocht rijden. Laurine van Riessen (tweede), Thijsje Oenema (derde) en Annette Gerritsen (vierde) waren afhankelijk van het verdere verloop van het toernooi. Omdat op de andere afstanden het aantal dubbelingen beperkt bleef, plaatste alleen Van Riessen zich voor de 500 meter in Sotsji, Lotte van Beek (vijfde, reeds geplaatst op de 1000 en 1500) en Marrit Leenstra (zesde, reeds geplaatst op de 1000 en 1500) vulden de olympische startplekken op.
| #  | Schaatsster          | Ploeg                   | Rit 1 | Rit 2 | Totaal    |
| -- | -------------------- | ----------------------- | ----- | ----- | --------- |
| 1  | Margot Boer          | Team Liga               | 37,64 | 37,68 | 75,320 NR |
| 2  | Laurine van Riessen  | Team Activia            | 38,32 | 38,23 | 76,550    |
| 3  | Thijsje Oenema       | Team Liga               | 38,36 | 38,52 | 76,880    |
| 4  | Annette Gerritsen    | Team Activia            | 38,51 | 38,52 | 77,030    |
| 5  | Lotte van Beek       | Team Corendon           | 38,68 | 38,68 | 77,360    |
| 6  | Marrit Leenstra      | Team Corendon           | 38,82 | 38,69 | 77,510    |
| 7  | Anice Das            | individueel rijder      | 39,09 | 38,42 | 77,510    |
| 8  | Janine Smit          | Team Liga               | 39,01 | 38,62 | 77,630    |
| 9  | Mayon Kuipers        | Team Liga               | 38,92 | 38,73 | 77,650    |
| 10 | Manon Kamminga       | individueel rijder      | 39,06 | 38,73 | 77,790    |
| 11 | Bo van der Werff     | iSkate Development Team | 39,14 | 38,85 | 77,990    |
| 12 | Floor van den Brandt | iSkate Development Team | 38,95 | 39,21 | 78,160    |
| 13 | Natasja Bruintjes    | individueel rijder      | 39.15 | 39,03 | 78,180    |
| 14 | Rosa Pater           | iSkate Development Team | 39,21 | 38,97 | 78,180    |
| 15 | Letitia de Jong      | iSkate Development Team | 39,40 | 39,26 | 78,660    |
| 16 | Moniek Klijnstra     | Gewest Friesland        | 39,59 | 39,73 | 79,320    |
| 17 | Sanneke de Neeling   | Jong Oranje             | 39,64 | 39,94 | 79.580    |
| 18 | Roxanne van Hemert   | Team Activia            | 40,07 | 40,21 | 80,280    |

| #  | Afstand | Nr. | Schaatsster            |
| -- | ------- | --- | ---------------------- |
| 1  | 1500    | 1e  |                        |
| 2  | 1500    | 2e  |                        |
| 3  | 3000    | 1e  | Ireen Wüst             |
| 4  | 1000    | 1e  | Lotte van Beek         |
| 5  | 3000    | 2e  | Antoinette de Jong     |
| 6  | 1500    | 3e  |                        |
| 7  | 5000    | 1e  |                        |
| 8  | 1000    | 2e  | Marrit Leenstra        |
| 9  | 3000    | 3e  | Annouk van der Weijden |
| 10 | 500     | 1e  | Margot Boer            |
| 11 | 5000    | 2e  |                        |
| 12 | 5000    | 3e  |                        |
| 13 | 1500    | 4e  |                        |
| 14 | 1000    | 3e  | Ireen Wüst             |
| 15 | 500     | 2e  | Laurine van Riessen    |
| 16 | 1000    | 4e  | Margot Boer            |
| 17 | 500     | 3e  | Thijsje Oenema         |
| 18 | 500     | 4e  | Annette Gerritsen      |

### 1500 meter
Op deze afstand waren vier startplekken voor Nederland op de Olympische Spelen. Ook waren er nog twee startplekken voor de wereldbeker te verdienen, Ireen Wüst, Lotte van Beek en Marrit Leenstra waren daar reeds voor geplaatst.
Wüst won de afstand in een baanrecord en laaglandwereldrecord van 1.53,31. Ook de nummers twee (Lotte van Beek), drie (Jorien ter Mors) en vier (Marrit Leenstra) plaatsten zich voor de Olympische Spelen.
| #  | Schaatsster            | Ploeg              | Tijd       |
| -- | ---------------------- | ------------------ | ---------- |
| 1  | Ireen Wüst             | TVM                | 1.53,31 BR |
| 2  | Lotte van Beek         | Team Corendon      | 1.55,66    |
| 3  | Jorien ter Mors        | NTS (shorttrack)   | 1.56,04    |
| 4  | Marrit Leenstra        | Team Corendon      | 1.56,12    |
| 5  | Antoinette de Jong     | Jong Oranje        | 1.56,37    |
| 6  | Diane Valkenburg       | Team Activia       | 1.56,67    |
| 7  | Jorien Voorhuis        | Team Liga          | 1.56,80    |
| 8  | Margot Boer            | Team Liga          | 1.57,00    |
| 9  | Marije Joling          | Team Corendon      | 1.57,11    |
| 10 | Yvonne Nauta           | Team Liga          | 1.57,23    |
| 11 | Manon Kamminga         | individueel rijder | 1.57,63    |
| 12 | Linda de Vries         | TVM                | 1.57,89    |
| 13 | Melissa Wijfje         | Jong Oranje        | 1.58,01    |
| 14 | Irene Schouten         | Project 2018       | 1.58,32    |
| 15 | Annouk van der Weijden | Project 2018       | 1.59,17    |
| 16 | Sanneke de Neeling     | Jong Oranje        | 1.59,18    |
| 17 | Roxanne van Hemert     | Team Activia       | 1.59,81    |
| 18 | Laurine van Riessen    | Team Activia       | 2.00,21    |
| 19 | Janneke Ensing         | BAM                | 2.00,23    |
| 20 | Natasja Bruintjes      | individueel rijder | 2.00,69    |

| #  | Afstand | Nr. | Schaatsster            |
| -- | ------- | --- | ---------------------- |
| 1  | 1500    | 1e  | Ireen Wüst             |
| 2  | 1500    | 2e  | Lotte van Beek         |
| 3  | 3000    | 1e  | Ireen Wüst             |
| 4  | 1000    | 1e  | Lotte van Beek         |
| 5  | 3000    | 2e  | Antoinette de Jong     |
| 6  | 1500    | 3e  | Jorien ter Mors        |
| 7  | 5000    | 1e  |                        |
| 8  | 1000    | 2e  | Marrit Leenstra        |
| 9  | 3000    | 3e  | Annouk van der Weijden |
| 10 | 500     | 1e  | Margot Boer            |
| 11 | 5000    | 2e  |                        |
| 12 | 5000    | 3e  |                        |
| 13 | 1500    | 4e  | Marrit Leenstra        |
| 14 | 1000    | 3e  | Ireen Wüst             |
| 15 | 500     | 2e  | Laurine van Riessen    |
| 16 | 1000    | 4e  | Margot Boer            |
| 17 | 500     | 3e  | Thijsje Oenema         |
| 18 | 500     | 4e  | Annette Gerritsen      |

### 5000 meter
Op deze afstand waren drie startplekken voor Nederland op de Olympische Spelen. Er volgden geen wereldbekerwedstrijden meer op de 5000 meter vrouwen. Vooraf zou voor elke naam die zich op de 5000 meter zou plaatsen die zich al reeds geplaatst had een 500 meter-sprintster mee mogen naar Sotsji. Omdat Carien Kleibeuker en Yvonne Nauta twee nieuwe namen waren en alleen Ireen Wüst de 5000 zou combineren met andere afstanden, betekende dat wél Olympische Spelen voor Laurine van Riessen, maar niet voor Thijsje Oenema en Annette Gerritsen.
| #  | Schaatsster            | Ploeg                | Tijd    |
| -- | ---------------------- | -------------------- | ------- |
| 1  | Carien Kleibeuker      | MKBasics.nl          | 6.57,30 |
| 2  | Ireen Wüst             | TVM                  | 6.57,98 |
| 3  | Yvonne Nauta           | Team Liga            | 6.59,27 |
| 4  | Annouk van der Weijden | Project 2018         | 7.00,72 |
| 5  | Carlijn Achtereekte    | Project 2018         | 7.02,87 |
| 6  | Marije Joling          | Team Corendon        | 7.03,19 |
| 7  | Lisa van der Geest     | Team BOHH.nl         | 7.05,50 |
| 8  | Antoinette de Jong     | Jong Oranje          | 7.06,85 |
| 9  | Linda de Vries         | TVM                  | 7.08,23 |
| 10 | Rixt Meijer            | Palet Schilderwerken | 7.09,39 |
| 11 | Pien Keulstra          | Team Activia         | 7.09,86 |
| 12 | Imke Vormeer           | Palet Schilderwerken | 7.11,13 |
| 13 | Elma de Vries          | individueel rijder   | 7.11,78 |
| 14 | Diane Valkenburg       | Danone Activia       | 7.12,94 |

| #  | Afstand | Nr. | Schaatsster            |
| -- | ------- | --- | ---------------------- |
| 1  | 1500    | 1e  | Ireen Wüst             |
| 2  | 1500    | 2e  | Lotte van Beek         |
| 3  | 3000    | 1e  | Ireen Wüst             |
| 4  | 1000    | 1e  | Lotte van Beek         |
| 5  | 3000    | 2e  | Antoinette de Jong     |
| 6  | 1500    | 3e  | Jorien ter Mors        |
| 7  | 5000    | 1e  | Carien Kleibeuker      |
| 8  | 1000    | 2e  | Marrit Leenstra        |
| 9  | 3000    | 3e  | Annouk van der Weijden |
| 10 | 500     | 1e  | Margot Boer            |
| 11 | 5000    | 2e  | Ireen Wüst             |
| 12 | 5000    | 3e  | Yvonne Nauta           |
| 13 | 1500    | 4e  | Marrit Leenstra        |
| 14 | 1000    | 3e  | Ireen Wüst             |
| 15 | 500     | 2e  | Laurine van Riessen    |
| 16 | 1000    | 4e  | Margot Boer            |
| 17 | 500     | 3e  | Thijsje Oenema         |
| 18 | 500     | 4e  | Annette Gerritsen      |

## Plaatsingen

### Olympische Spelen
Mannen
Er plaatsten zich uiteindelijk tien schaatsers voor de Olympische Winterspelen van Sotsji. Drie mannen (Hospes, Krol en Nuis) werden de dupe van de regel dat er maximaal tien schaatsers per land naar de Spelen mogen. De best geklasseerde reeds geplaatste schaatsers (Groothuis op de 500, Verweij op de 1000 en Kramer op de 1500) zijn hun respectievelijke vervangers. De beschikbare aanwijsplekken voor de ploegenachtervolging en de calamiteitenplaatsen zijn niet gebruikt, de drie voorgeselecteerde schaatsers voor de ploegenachtervolging (Kramer, Blokhuijsen en Verweij) plaatsten zich op eigen kracht en er vonden geen calamiteiten plaats.
Vrouwen
Er plaatsten zich uiteindelijk tien schaatssters voor de Olympische Winterspelen van Sotsji. Twee vrouwen (Oenema en Gerritsen) werden de dupe van de regel dat er maximaal tien schaatssters per land naar de Spelen mogen. De best geklasseerde reeds geplaatste schaatsers (Van Beek en Leenstra) zijn hun vervangers op de 500 meter. De beschikbare aanwijsplekken voor de ploegenachtervolging en de calamiteitenplaatsen zijn niet gebruikt. Weliswaar plaatsten van de drie voorgeselecteerde schaatsers voor de ploegenachtervolging (Wüst, Leenstra, De Vries) er slechts twee zich, maar Linda de Vries werd niet onmisbaar geacht. In het incident tussen Linda de Vries en Yvonne Nauta op de 3000 meter werd geen aanleiding voor een calamiteitenplek gezien.
| #           | Schaatser        | 500       | 1000      | 1500      | 5000      | 10.000    |
| Geplaatst   | Geplaatst        | Geplaatst | Geplaatst | Geplaatst | Geplaatst | Geplaatst |
| ----------- | ---------------- | --------- | --------- | --------- | --------- | --------- |
| 1           | Sven Kramer      |           |           | 6e        | 1e        | 1e        |
| 2           | Jorrit Bergsma   |           |           |           | 2e        | 2e        |
| 3           | Michel Mulder    | 1e        | 2e        |           |           |           |
| 4           | Mark Tuitert     | 14e       | 3e        | 1e        |           |           |
| 5           | Stefan Groothuis | 8e        | 1e        | 3e        |           |           |
| 6           | Bob de Jong      |           |           |           | 4e        | 3e        |
| 7           | Ronald Mulder    | 2e        | 10e       |           |           |           |
| 8           | Jan Blokhuijsen  |           |           | 11e       | 3e        | 4e        |
| 9           | Jan Smeekens     | 3e        |           |           |           |           |
| 10          | Koen Verweij     |           | 8e        | 2e        | 5e        |           |
| Uitgesloten |                  |           |           |           |           |           |
| 11          | Jesper Hospes    | 4e        | 19e       |           |           |           |
| 12          | Thomas Krol      | 12e       | 4e        | 9e        |           |           |
| 13          | Kjeld Nuis       | 5e        | 6e        | 4e        |           |           |

| #           | Schaatsster            | 500       | 1000      | 1500      | 3000      | 5000      |
| Geplaatst   | Geplaatst              | Geplaatst | Geplaatst | Geplaatst | Geplaatst | Geplaatst |
| ----------- | ---------------------- | --------- | --------- | --------- | --------- | --------- |
| 1           | Ireen Wüst             |           | 3e        | 1e        | 1e        | 2e        |
| 2           | Lotte van Beek         | 5e        | 1e        | 2e        |           |           |
| 3           | Antoinette de Jong     |           | 9e        | 5e        | 2e        | 8e        |
| 4           | Jorien ter Mors        |           | 5e        | 3e        | 7e        |           |
| 5           | Carien Kleibeuker      |           |           |           | 11e       | 1e        |
| 6           | Marrit Leenstra        | 6e        | 2e        | 4e        |           |           |
| 7           | Annouk van der Weijden |           |           | 15e       | 3e        | 4e        |
| 8           | Margot Boer            | 1e        | 4e        | 8e        |           |           |
| 9           | Yvonne Nauta           |           |           | 10e       | 4e        | 3e        |
| 10          | Laurine van Riessen    | 2e        | 6e        | 18e       |           |           |
| Uitgesloten |                        |           |           |           |           |           |
| 11          | Thijsje Oenema         | 3e        | 7e        |           |           |           |
| 12          | Annette Gerritsen      | 4e        | 12e       |           |           |           |
| Aanwijsplek |                        |           |           |           |           |           |
| x           | Linda de Vries         |           |           | 12e       | DQ        | 9e        |

### EK Allround
Voor de EK allround op 11 en 12 januari in het Vikingskipet in Hamar, Noorwegen werden na het bedanken van Sven Kramer bij de mannen en Antoinette de Jong en Jorien ter Mors bij de vrouwen de onderstaande tien personen door de KNSB-selectiecommissie aangewezen.
| Mannen                                                                           | Vrouwen                                                                          |
| -------------------------------------------------------------------------------- | -------------------------------------------------------------------------------- |
| Jan Blokhuijsen Renz Rotteveel Koen Verweij Douwe de Vries Bob de Jong (reserve) | Marije Joling Yvonne Nauta Diane Valkenburg Ireen Wüst Jorien Voorhuis (reserve) |

### WK Sprint
Voor de WK sprint op 18 en 19 januari in de M-Wave in Nagano, Japan werden na het bedanken van Stefan Groothuis bij de mannen en Lotte van Beek en Marrit Leenstra bij de vrouwen de onderstaande negen personen door de KNSB-selectiecommissie aangewezen.
| Mannen                                                       | Vrouwen                                                                              |
| ------------------------------------------------------------ | ------------------------------------------------------------------------------------ |
| Michel Mulder Ronald Mulder Kjeld Nuis Thomas Krol (reserve) | Margot Boer Anice Das Thijsje Oenema Laurine van Riessen Annette Gerritsen (reserve) |

### Wereldbekerwedstrijden
Voor de twee resterende wereldbekerwedstrijden in maart werden de onderstaande personen door de KNSB-selectiecommissie aangewezen.
| Afstand | Mannen                                                                 | Vrouwen                                                                           |
| ------- | ---------------------------------------------------------------------- | --------------------------------------------------------------------------------- |
| 500 m   | Jesper Hospes Michel Mulder Ronald Mulder Hein Otterspeer Jan Smeekens | Margot Boer Anice Das Annette Gerritsen Thijsje Oenema Laurine van Riessen        |
| 1000 m  | Stefan Groothuis Michel Mulder Kjeld Nuis Mark Tuitert Koen Verweij    | Lotte van Beek Margot Boer Marrit Leenstra Jorien ter Mors Ireen Wüst             |
| 1500 m  | Stefan Groothuis Rhian Ket Kjeld Nuis Mark Tuitert Koen Verweij        | Lotte van Beek Antoinette de Jong Marrit Leenstra Jorien ter Mors Ireen Wüst      |
| 3000 m  |                                                                        | Antoinette de Jong Yvonne Nauta Jorien Voorhuis Annouk van der Weijden Ireen Wüst |
| 5000 m  | Jorrit Bergsma Jan Blokhuijsen Bob de Jong Sven Kramer Koen Verweij    |                                                                                   |

## NK massastart
Mannen
| Pos.   | Naam                 | Punten | Rondjes | Tijd      |
| ------ | -------------------- | ------ | ------- | --------- |
| Goud   | Arjan Stroetinga     | 33     | 20      | 9.55,438  |
| Zilver | Christijn Groeneveld | 15     | 20      | 9.55,497  |
| Brons  | Frank Vreugdenhil    | 15     | 20      | 10.13,207 |

Vrouwen
Afgelast wegens het plotseling overlijden van Sjoerd Huisman. Verplaatst naar zondag 2 maart 2014 in het bijprogramma van de Nederlandse kampioenschappen schaatsen allround 2014 in het Olympisch Stadion van Amsterdam.
Heerenveen 2002 ·
Heerenveen 2006 · 
Heerenveen 2010 · 
Heerenveen 2014 · 
Heerenveen 2018 · 
Heerenveen 2022